# Ludwig von Schlieben

Ludwig von Schlieben

Ludwig von Schlieben (* 20. Februar 1875 in Grossenhain; † 8. März 1957 in München) war ein deutscher Maler.

## Leben
Die Jugend und Schuljahre verlebte Schlieben in Hamburg. Als 19-Jähriger begann er an der Kunstakademie Düsseldorf bei Johann Peter Theodor Janssen zu studieren. Mit 22 Jahren trat er die Malerschule von Fritz von Uhde in München ein. Er war in erster Ehe mit der Bildnismalerin Hedwig von Schlieben (* 7.  Januar 1882 in Hagenow; † 1928) verheiratet.
Er malte vor allem Portraitminiaturen, Porträts der Münchner Gesellschaft und Stimmungslandschaften.
Er war langjähriger Bibliothekar der Münchner Künstlergemeinschaft. Bei einem Bombenangriff auf München gingen 200 seiner Gemälde und etwa 300 Studien verloren. Beim Brand des Glaspalastes 1931 wurde ein weiterer Teil seiner Werke vernichtet.
Schlieben betrieb über viele Jahre eine Malerschule. Zu seinen Schülern gehörten Fritz Paulus (1947) und seine spätere Ehefrau Hedwig Röver. Nach der Ausbombung seiner Münchner Wohnung 1944 lebte Schlieben mit seiner Frau auf Frauenchiemsee und malte dort Landschaftsgemälde. Er lebte dann einige Jahre bei seinem Sohn Ulrich und dessen Familie in Pfaffenhofen an der Ilm. Die letzten Jahre verbrachte er in München.
Einige seiner Werke waren in der Ausstellung 50 Jahre Münchner Figurenmalerei in der Pinakothek und im Maximilianeum in München ausgestellt.  In Ausstellungen in Dresden, Wien und Berlin wurden seine Werke ausgestellt. Sie sind zahlreich auf dem Auktionsmarkt anzutreffen.